# Czapla zielonawa
Czapla zielonawa (Butorides striata) – gatunek średniej wielkości ptaka z rodziny czaplowatych (Ardeidae). Nie jest zagrożony.

## Morfologia
WyglądWierzch głowy czarny, policzki i boki ciemnobrązowe, na szyi białe paski. Dziób ciemny. Skrzydła wraz z plecami zielonoczarne. Tęczówki żółte, nogi pomarańczowożółte. Większość podgatunków różni się od siebie głównie upierzeniem głowy i szyi oraz wielkością.
RozmiaryDługość ciała 40–48 cm, rozpiętość skrzydeł 62–70 cm, masa ciała 200–250 g.

## Zasięg, środowisko
Wilgotne lasy, strumienie, mokradła, brzegi jezior oraz bagna. Zamieszkuje Amerykę Południową, Afrykę, południową i wschodnią Azję, Australię i Oceanię. Ptak ten jest przeważnie osiadły. Populacje z Azji Wschodniej są wędrowne.

## Podgatunki

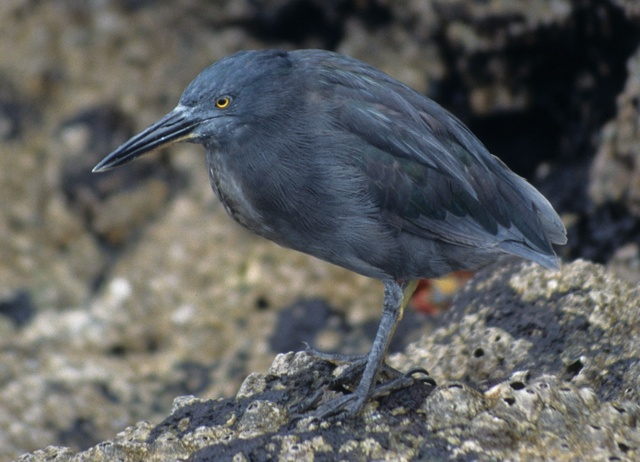
Podgatunek B. s. sundevalli niekiedy jest uznawany za osobny gatunek

Międzynarodowy Komitet Ornitologiczny (IOC) wyróżnia 21 podgatunków B. striata (według stanu na 2021 rok). Autorzy Handbook of the Birds of the World (a tym samym IUCN) do gatunku tego zaliczają także 4 podgatunki  zamieszkujące Amerykę Północną i Środkową, przez innych systematyków wyodrębniane do osobnego gatunku o nazwie czapla zielona (Butorides virescens). Wielu autorów za podgatunek B. striata uznaje też czaplę galapagoską (B. (s.) sundevalli), którą IOC traktuje jako osobny gatunek. Wyróżnia się następujące podgatunki:
- B. s. striata (Linnaeus, 1758) – czapla zielonawa – wschodnia Panama do północnej Argentyna, Boliwii i Chile
- B. s. atricapilla (Afzelius, 1804) – Afryka Subsaharyjska
- B. s. brevipes (Hemprich & Ehrenberg, 1833) – Somalia i wybrzeża Morza Czerwonego
- B. s. rutenbergi (Hartlaub, 1880) – Madagaskar i Reunion
- B. s. rhizophorae Salomonsen, 1934 – Komory
- B. s. crawfordi Nicoll, 1906 – Aldabra i Amiranty
- B. s. degens Hartert, E, 1920 – Seszele
- B. s. albolimbata Reichenow, 1900 – archipelag Czagos i Malediwy. Obejmuje proponowane podgatunki albidula i didi.
- B. s. spodiogaster Sharpe, 1894 – Andamany, Nikobary i wyspy na zachód od Sumatry
- B. s. amurensis (Schrenck, 1860) – południowo-wschodnia Syberia, północno-wschodnie Chiny i Japonia
- B. s. actophila Oberholser, 1912 – wschodnie Chiny do północnej Mjanmy i północnego Wietnamu
- B. s. javanica (Horsfield, 1821) – Pakistan, Indie i Sri Lanka do Tajlandii, Filipin, Wielkich Wysp Sundajskich aż po Celebes. Obejmuje proponowane podgatunki chloriceps i carcinophila.
- B. s. steini Mayr, 1943 – Małe Wyspy Sundajskie
- B. s. moluccarum Hartert, E, 1920 – Moluki
- B. s. papuensis Mayr, 1940 – północno-zachodnia Nowa Gwinea
- B. s. idenburgi Rand, 1941 – północna Nowa Gwinea
- B. s. flyensis Salomonsen, 1966 – południowo-środkowa i południowo-wschodnia Nowa Gwinea
- B. s. macrorhyncha (Gould, 1848) – wschodnia, północno-wschodnia Australia oraz Nowa Kaledonia
- B. s. stagnatilis (Gould, 1848) – północno-zachodnia i północno-środkowa Australia. Obejmuje proponowany podgatunek rogersi.
- B. s. patruelis (Peale, 1849) – Tahiti (Wyspy Towarzystwa)
- B. s. solomonensis Mayr, 1940 – Nowy Hanower po Wyspy Salomona i Fidżi
- B. s. sundevalli (Reichenow, 1877) – czapla galapagoska – Galapagos

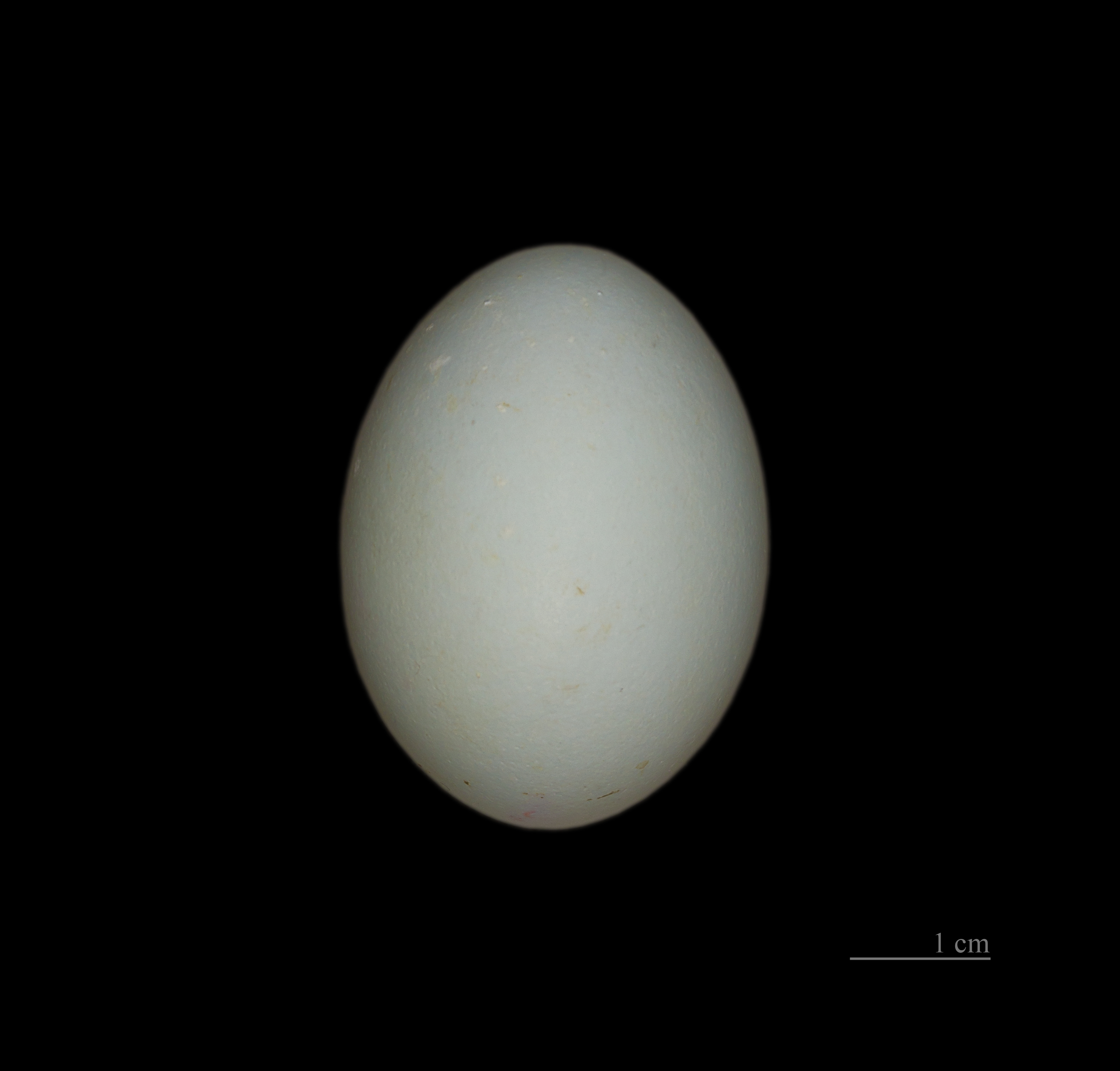
Jajo z kolekcji muzealnej

## Status
IUCN uznaje czaplę zielonawą za gatunek najmniejszej troski (LC, Least Concern), wlicza jednak do tego taksonu czaplę zieloną (Butorides virescens) i galapagoską (B. (s.) sundevalli). Globalny trend liczebności populacji uznawany jest za spadkowy, choć niektóre populacje są stabilne, a trend liczebność części populacji nie jest znany.